# Julie Gordon
Julie Gordon (* 21. Dezember 1991 in Barrie) ist eine kanadische Beachvolleyballspielerin.

## Karriere
Gordon studierte an der University of Guelph und Wilfrid Laurier University und spielte in den Universitätsmannschaften Volleyball. Sie wechselte dann jedoch zum Beachvolleyball. 2013 und 2014 spielte sie bei der Turnierserie der NORCECA mit Victoria Altomare. Dabei erreichte sie diverse Top-Ten-Ergebnisse. Ende 2014 spielten Gordon/Altomare auf der FIVB World Tour die Open-Turniere in Xiamen und Paraná, wobei sie jeweils auf den 17. Platz kamen.
2015 trat Gordon erstmals mit Brandie Wilkerson an und erreichte mit ihr das Finale des NORCECA-Turniers auf den Cayman Islands. Wilkerson/Gordon hatten ihren ersten gemeinsamen Auftritt auf der World Tour bei den Luzern Open. Sie kamen 2015 jedoch nicht über hintere Plätze hinaus. Das beste Ergebnis war ein 17. Rang bei den Xiamen Open. 2016 erreichten sie in der NORCECA-Serie die Endspiele in Guatemala-Stadt und Guaymas, bevor sie das Finale in La Paz für sich entscheiden konnten. Auf der World Tour 2016 belegten sie den 17. Platz der Cincinnati Open und den 25. Rang beim Major-Turnier in Gstaad. Ihr einziges gemeinsames Top-Ten-Ergebnis bei einem FIVB-Turnier erreichten sie schließlich als Neunte des Grand Slams in Long Beach. In Trinidad und Tobago spielten sie noch ein Turnier der NORCECA und belegten den fünften Platz.
2017 bildete Gordon ein neues Duo mit Camille Saxton, das beim Fünf-Sterne-Turnier der World Tour in Fort Lauderdale erstmals antrat. Danach gewannen Gordon/Saxton die gering bewerteten Turniere in Shepparton und Sydney. Bei den Turnieren in Xiamen (drei Sterne), Gstaad (fünf) und Olsztyn (vier) erreichten sie jeweils den 17. Platz. Bei der Weltmeisterschaft in Wien landeten sie ebenfalls auf Platz 17.
2018 spielte Gordon zunächst mit Sophie Bukovec und von Oktober 2018 bis 2021 mit Shanice Marcelle.